# Saris (Hovhaness)
Saris is een compositie van de Amerikaan Alan Hovhaness. Het is Hovehaness’ eerbetoon aan Saris, Godin van de Liefde in Urartu. De muziek bestaat uit een lieflijke piano- en een gedragen vioolstem. Een wiegende baspartij in de piano ondersteunt de voortkabbelende voortdurend licht klinkende bovenstem, de viool speelt daartegenin een droeve melodie.  

## Discografie
- Uitgave privé Christina Fong (viool) en Arved Ashby (piano)